# パリーアーク

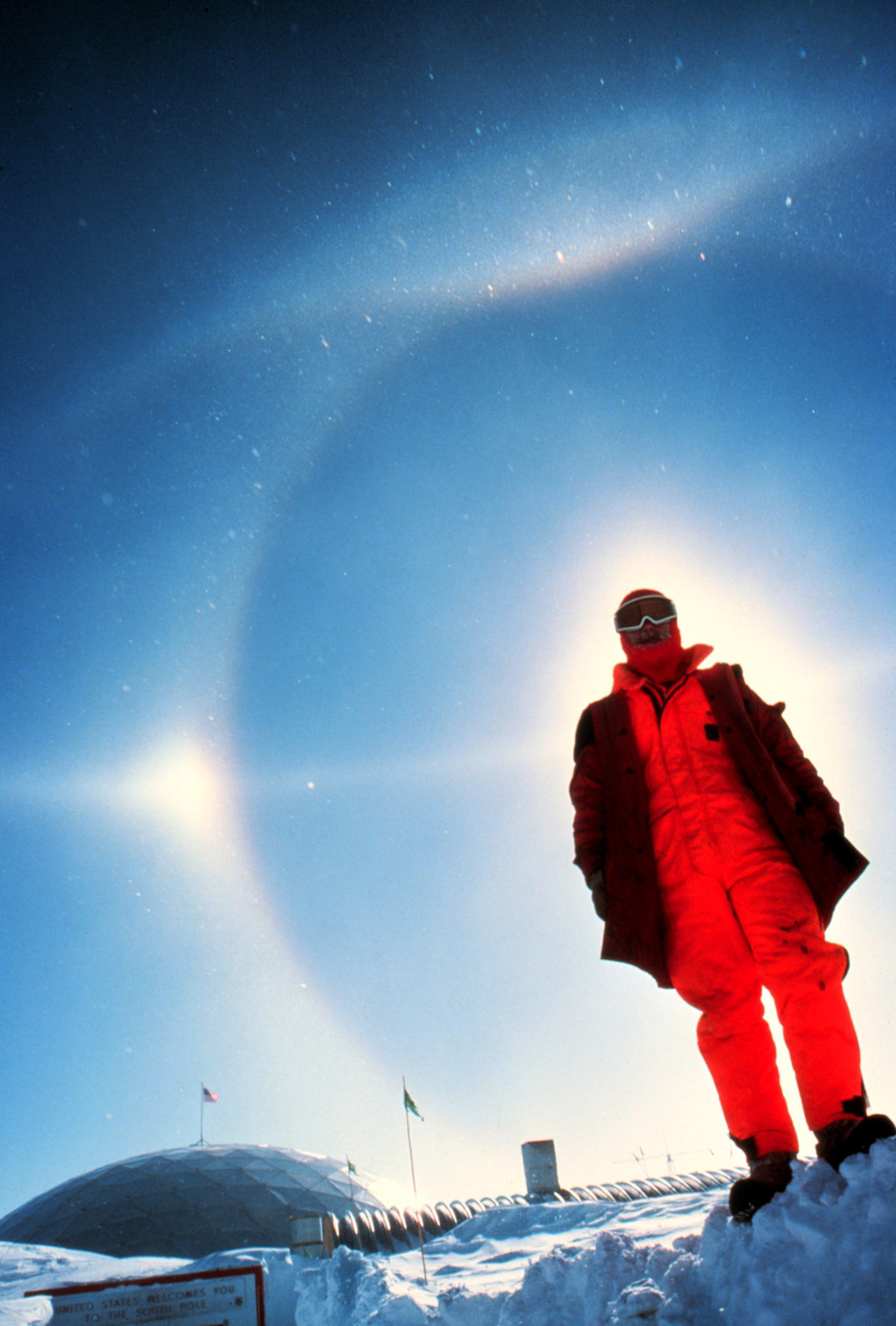
円形の内暈の上、つぶれたM字型の上部タンジェントアークの上にかぶさるような形をしたパリーアーク。南極にて撮影。

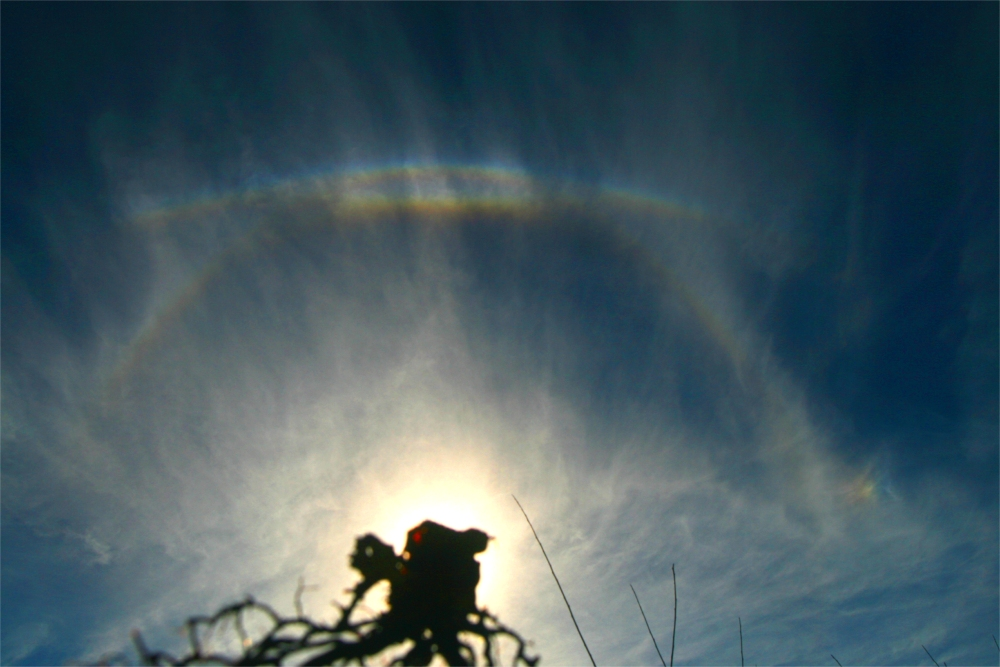
緩やかなカーブを描いた、一番上の長い虹色のアークがパリーアーク。

パリーアーク（Parry arc）とは、太陽の周りにできる、虹のように分光した弧状の光の帯（アーク）の1つ。内暈（22度ハロ）のすぐ外側にでき、4種類のアークが存在する。
上空で六角柱形の氷晶が地面と水平に漂っている場合で、かつ六角形の向かい合う2面が地面と平行であるか、地面に垂直である場合に、それを太陽光が通って屈折しできるものである。観測されるものは2面が平行のものばかりで、垂直のものは観測がほとんど無い。
垂直なものに限っても、太陽の上側にできる上部パリーアークと下側にできるパリーアークの2種類がある。光の経路は、上部と下部それぞれで、サンベックス型（太陽に向かって凸）とサンケーブ型（太陽に向かって凹）の2つずつあり、計4種類のアークができることになる。
非常に珍しい現象で、1年に数度か数年に1回程度しか見られないとされている。タンジェントアークとは、氷晶の2面が平行・垂直でないかの違いしかないので、同時に出る場合も多い。パリーアークの出現時には、必ずといっていいほどタンジェントアークも出現する（その逆は少ない）。
「パリーアーク」の名前は、これを最初に記録に残したウィリアム・エドワード・パリーに由来する。パリーは、カナダ沖北極海（北西航路）を探検中の1820年4月にメルヴィル島近海を航行している際、サンケーブ型の上部パリーアークを発見してスケッチに残した。

## 上部パリーアーク
太陽高度0°のときは、サンベックス型しか見えない。サンベックス型のアークは上部タンジェントアークと内暈に接しており、上部タンジェントアークよりも鋭いV字型をしている。
太陽高度が上がってくると、太陽の上30°～40°付近に、サンケーブ型の緩やかなカーブをしたアークがうっすらと現れる。これは高度上昇に伴い次第に下がるとともに、明るくなってくる。一方、サンベックス型は次第に上がってくるとともに、薄くなってくる。15°付近でサンベックス型とサンケーブ型が重なり、それ以上になるとサンケーブ型のほうが下になる。
20°くらいになると、サンベックス型はほとんど消えて見えなくなる。サンケーブ型は40°くらいになると、タンジェントアークから変わった外接ハロと重なり、明るさも最大になる。

## 下部パリーアーク
太陽高度0°のときは、上部と同じくサンベックス型しか見えない。サンベックス型のアークは下部タンジェントアークと内暈に接しており、鋭いΛ字型をしている。
太陽高度が上がってきても、上部のように内暈から離れることは無いが、次第にΛ字の鋭さが増し、やがて筆記体のlのような細長い輪っかができる。20°くらいに上がると、それが左右に広がって下の部分が消え、カーブの緩やかなΛ字型になる。25°位で最も明るく、これを超えたくらいから上端が内暈から離れ始め、カーブが緩やかさを増しながら太く薄くなっていき、50度を超えたくらいでほとんど見えなくなる。
一方、サンケーブ型は30°くらいから現れ始め、それも直線的で左右に分裂し、内暈から離れている。太陽高度が上がるにつれて明るくなり、内暈に近づいてくる。45°くらいで左右がつながって緩やかなV字型になり、明るさも最大になる。